# Diana Hopeson
Diana Hopeson (còn được gọi là Diana Akiwumi) là ca sĩ phúc âm người Ghana  và là cựu chủ tịch của MUSIGA.

## Tiểu sử
Diana sinh ngày 30 tháng 8 năm 1970, tại Accra cho Francis Arhin và Hannah Amoo, đứa con cuối cùng của bảy đứa trẻ. Bà học tại trường cấp hai Winneba và học Nghệ thuật sân khấu tại Đại học Ghana và cũng tham gia lớp Đánh giá nhu cầu tại Học viện Quản lý và Hành chính công Ghana (GIMPA). Bà có khóa học Chứng chỉ quốc tế nâng cao về Nội dung đa phương tiện IP của Văn phòng Sở hữu trí tuệ Hàn Quốc (KIPO) Tổ chức Sở hữu trí tuệ thế giới (WIPO) Viện Khoa học và Công nghệ tiên tiến Hàn Quốc (KAIST) và Hiệp hội xúc tiến phát minh Hàn Quốc (KIPA). Diana đã tham gia các Chương trình IP của Bộ Thương mại Hoa Kỳ (CLDP) tại Châu Phi. Tốt nghiệp Học viện Lãnh đạo Cơ đốc cũng như Thanh niên với Đại học Nghệ thuật và Điểm của Đại học Quốc gia (UofN), Kona-Hawaii, Hoa Kỳ và Đại học Giáo dục Winneba (UEW) trong Hướng dẫn và Tư vấn.
Bà Diana Hopeson là một nghệ sĩ truyền giáo, thu âm và biểu diễn với chín (9) album. Bà đã đi du lịch rộng rãi như một Minstrel và một Bộ trưởng Âm nhạc lưu động và một diễn giả hội nghị. Là một chất xúc tác của Lausanne ARTs tại Large, Nhiệm vụ của bà là giúp các nhà lãnh đạo giáo hội khai sáng để nắm lấy các Kitô hữu nghệ thuật cho các mục vụ trong nhà thờ và sứ mệnh thế giới. Bà là Giám đốc điều hành của Nhà xuất bản và Quản lý GHMusic. Bà là thành viên Hội đồng quản trị của Hiệp hội chủ sở hữu quyền âm nhạc Ghana (GHAMRO) và là người có công trong việc đưa ra các chính sách cho ngành công nghiệp sáng tạo đặc biệt là Âm nhạc và đã phục vụ trong các Ủy ban và Ủy ban quốc gia khác bao gồm Nhà hát quốc gia, Hiệp hội chủ sở hữu bản quyền của Ghana (COSGA) hiện là GHAMRO, Giải thưởng âm nhạc Vodafone Ghana (VGMA) và Ủy ban chính sách sở hữu trí tuệ quốc gia. Bà là Phó Giám đốc Trung tâm Hòa bình và Hòa giải (CPR), một Bộ trưởng khách mời tại Nhà nguyện Fountain Gate, Accra, và là Người bảo trợ cho Dàn hợp xướng Tin lành của Đại học (UGCY) Ghana.